# Перекрёстки (фильм, 1942)
«Перекрёстки» (англ. Crossroads) — детективный фильм режиссёра Джека Конуэя, вышедший на экраны в 1942 году.
Фильм основан на сценарии одноимённого французского фильма 1938 года, который поставил Кёртис Бернхардт, а написал Джон Х. Кафка, который указан как автор оригинальной идеи этого фильма. Действие фильма происходит в Париже в 1935 году. Высокопоставленный французский дипломат (Уильям Пауэлл), счастливо женатый на красивой и любящей женщине (Хэди Ламарр), накануне назначения послом обнаруживает, что его шантажируют как бывшего преступника, используя тот факт, что в своё время он потерял память и не помнит обстоятельств собственного прошлого. На него выходит человек, называющий себя его сообщником (Бэзил Рэтбоун), который представляет ему его бывшую любовницу (Клер Тревор) и даже мать, что заставляет героя серьёзно задуматься над тем, кем он был в прошлом на самом деле.

## Сюжет
В 1935 году в Париже авторитетный и остроумный французский дипломат Давид Тальбо (Уильям Пауэлл) выступает с лекцией в Школе политических наук перед молодыми сотрудниками внешнеполитического ведомства. После лекции в автомобиле его ожидает красивая и игривая молодая женщина Люсьенн (Хэди Ламарр), на которой он женился три месяца назад. Когда в своём шикарном доме они вдвоём отмечают дату свадьбы, дворецкий приносит Давиду странное анонимное письмо, адресованное ему как к «Жану», автор которого просит вернуть ему долг в один миллион франков, перебросив деньги через глухой забор на старой заброшенной ферме. Давид приезжает по указанному адресу и бросает через забор завёрнутую в бумагу упаковку. Когда человек на другом конце забора (Владимир Соколофф) подбирает и открывает её, там оказываются листы нарезанной бумаги, а самого человека тут же арестовывает полиция.
Как выясняется, этого человека зовут Карлос Ле Дюк, и его судят за вымогательство, однако на процессе он утверждает, что его письмо содержало лишь просьбу вернуть причитающиеся ему деньги. Ле Дюк рассказывает, что знал Тальбо с 1919 года, но тогда его звали Жан Пеллетье, и он был известным преступником. В 1922 году Пеллетье задолжал Ле Дюку миллион франков, хотя природу долга ответчик объяснить отказывается, утверждая лишь, что это был честный долг. Долгие годы Ле Дюк ничего не слышал о Пеллетье, пока три месяца назад не увидел в газете его свадебную фотографию, узнал его, и понял, что Жан сменил имя. После этого Ле Дюк лишь написал письмо с просьбой вернуть долг, и из-за этого оказался в суде. На следующий день парижские газеты выходят с заголовками о процессе над Тальбо, по радио сообщают, что скучное дело о вымогательстве вдруг превратилось в триллер о подмене личности, особенно увлекательный в свете того, что герой процесса мсье Тальбо ожидает назначения послом в Бразилию.
На следующий день зал суда переполнен. В качестве свидетеля на процессе появляется друг Тальбо, врач, занимающийся проблемами мозга, рассеянный, остроумный и экстравагантный доктор Андре Тессье (Феликс Брессарт), который сообщает, что после травмы головы в результате крушения поезда Марсель-Париж в 1922 году Давида доставили к нему в клинику с головой, «расколотой как свежий арбуз». Через несколько дней Давид пришёл в сознание, но, к сожалению, у него была полная амнезия, то есть он ничего не помнил, что было с ним до катастрофы. Тогда Давида опознал капитан корабля, на котором Давид прибыл с Мартиники, но, к сожалению, капитана уже не в живых. А больше Давида никто не мог опознать, так как ранее он никогда не бывал во Франции. После тщательного лечения Давид полностью реабилитировался и стал совершенно нормальным человеком, кроме одного обстоятельства — он ничего не помнит, что было с ним до катастрофы. С утверждением Тессье об амнезии не согласен доктор Алекс Дюброк (Зиг Руман), который утверждает, что амнезия обычно проходит через какое-то время, кроме того, большинство известных ему случаев амнезии были либо симуляцией, либо самовнушением. Однако в научном споре Тессье разбивает тезисы Дюброка, доказывая, что тот не имеет ни малейшего понятия, как действует амнезия. В свою очередь, из этого вытекает, что ни один случай амнезии не может быть доказан как подлинный.
На следующий день в суде Тальбо утверждает, что ничего не знает ни о каком долге и считает историю Ле Дюка самым фантастическим вымыслом в его жизни. Адвокат подсудимого утверждает, что раз Тальбо не помнит ничего, что было до аварии, как он может утверждать, что не должен его клиенту миллион франков. Адвокат выдвигает версию, что и Тальбо и Пеллетье оба ехали на поезде, а к доктору Тессье доставили именно Пеллетье. Тальбо продолжает утверждать, что в 1922 году приехал с Мартиники, однако когда три года назад он ездил на остров, чтобы узнать о своём прошлом, ему не удалось ничего выяснить. По просьбе суда Тальбо рассказывает, на работе в министерстве Тальбо занимается распределением на различные проекты довольно значительных сумм до 5 миллионов франков, и эти деньги часто хранятся в сейфе в его кабинете. По словам адвоката Де Люка, высокий пост Тальбо не может служить доказательством его честности. Такая постановка вопроса вызывает возмущение Тальбо, который напоминает, что вызван в суд в качестве свидетеля.
Следующим свидетелем оказывается некая Мишель Аллен (Клер Тревор), певица из ночного клуба «Сирена», которая утверждает, что у неё был роман с Жаном Пеллетье, и она с ним рассталась на марсельском вокзале за день до катастрофы, когда она провожала его в Париж. По просьбе суда свидетельница пристально смотрит на Тальбо, в итоге узнавая в нём Пеллетье. Вслед за ней вызывается свидетель Анри Сарру (Бэзил Рэтбоун), который заявляет, что знал того Пеллетье, который был преступником. Сарру утверждает, что это не Тальбо, а совершенно другой человек, который четыре года назад умер от лихорадки в африканской больнице в его присутствии. После свидетельства Сарру суд снимает с Тальбо все подозрения, и приговаривает Ле Люка к одному году тюрьмы.
Через некоторое время во время приёма в доме Тальбо появляется Сарру, говоря Давиду наедине «я восхищён твоей выдержкой, чёртов обманщик», после чего уходит. На том же приёме министр иностранных дел Дюваль (Фритц Лейбер) передаёт Давиду через Люсьенн, что уже говорил с премьер-министром, и назначение его послом в Бразилию практически предрешено. В тот же вечер Сарру появляется снова, ожидая Давида в отдельном кабинете. Теперь он требует с Давида миллион франков за сокрытие информации о его прошлом. Сарру напоминает, что утром в день катастрофы он был вместе с Пеллетье. Они застрелили и ограбили банковского курьера, похитив у него портфель с двумя миллионами франков, а таксистом при ограблении был беженец из России, который впоследствии взял имя Ле Дюк. Как говорит Сарру, во время допроса в полиции после ограбления у Ле Дюка «случился приступ амнезии, и он не смог припомнить, что одним из грабителей был Сарру, а вторым, который застрелил курьера, был ты». Затем Сарру напоминает ещё и про ожог, который остался у Пеллетье после выстрела, называя Давида Жаном. Сарру говорит, что после ограбления они должны были встретиться в Амстердаме, но «ты исчез, сбежал с нашей долей, и теперь мы хотим получить свои деньги». После его ухода Давид просит соединить его в полицией, но, посмотрев на ожог на руке, начинает в чём-то сомневаться и кладёт трубку.
На следующий день к Давиду в его офис в министерстве иностранных дел приходит Мишель Аллен, обращаясь к нему как к Жану Пеллетье. Она просит у него прощения за то, что выдала его на суде, и говорит, что понимает, что у него теперь совсем другая жизнь, и пришла лишь для того, чтобы предупредить его в отношении Сарру, который очень опасный человек. Она советует Давиду-Жану уничтожить Сарру, но ни в коем случае ему не платить. На это Давид отвечает, что если они ещё хоть раз попытаются связаться с ним, он сдаст их обоих полиции. Разгневанная его недоверием, Мишель перед уходом показывает ему медальон с их совместной фотографией. Тем же вечером Мишель приходит к Тальбо домой, и пытается показать этот медальон и Люсьенн, но Давид вмешивается и говорит взволнованной жене, что Мишель просто зашла извиниться за свою «ошибку» с суде, когда спутала его с другим человеком. Давид незаметно прячет медальон в карман, но Мишель перед уходом просит вернуть медальон.
Вскоре, когда Давид и Люсьенн музицируют дома, к нему доставляют вырезку из газеты, датированной 1922 годом, заголовок которой сообщает об ограблении, о котором рассказывал Сарру. Давид немедленно едет в клуб «Сирена» и говорит Мишель, что ищет Сарру. Мишель ему отвечает, что после его нелюбезного приёма в министерстве она решила помочь Сарру. Тогда Давид решает откупиться суммой в 50 тысяч франков и садится выписать чек, однако Мишель только смеётся над этой суммой. Когда Давид заявляет, что не верит в их историю, Мишель, называя его Жаном, говорит: «13 лет ты живёшь обманом, обманув жену, друзей и даже свою страну, но ты не сможешь обмануть меня». Она говорит, что хотя Сарру и спас его в суде, он может вернуть его туда обратно. Перед уходом Давида Мишель в качестве ещё одного доказательства говорит ему, что у него есть мать, которая живёт в нищете, сообщая ему её адрес. Давид приезжает по этому адресу, где ему открывает дверь скромная одинокая старушка, мадам Пеллетье (Маргарет Вичерли), которая говорит, что знает его по газетам, так как внимательно следила за его процессом. Она говорит, что у неё есть сын, и Давид немного похож на него, хотя фотографии сына у неё нет. Однако её сын давно умер, и сейчас, когда после суда поднялась вся эта шумиха, она мечтает только о том, чтобы её оставили в покое. Поведение старушки трогает Давида, заставляя задуматься, а не могла ли она действительно быть его матерью.
На следующий день Люсьенн приходит к доктору Тессье и выражает ему своё беспокойство в отношении этих странных людей — Сарру и Мишель — а также в отношении Давида, который сильно изменился. При этом она говорит, что даже если Давид действительно окажется Жаном Пеллетье, это ничего не изменит в её отношении к нему. Через некоторое время Сарру приходит в клуб к Давиду, который вынужден познакомить его с Девалем и своими коллегами, сидящими за столом. Давид и Сарру уходят поговорить наедине. К удивлению Давида, Сарру спрашивает, зачем Давид, которого он продолжает называть Жаном, подослал к нему доктора Тессье. Они договариваются о встрече сегодня вечером в клубе «Сирена», на которую Сарру просит Давида принести миллион франков.
Давид приезжает к Тессье, который уверяет его, что ему не важно, кем тот был когда-то — Пеллетье или Тальбо. Доктор знает его с момента, когда тот открыл глаза после аварии, и всё, что имеет значение, начинается именно с этого момента. «А с этого момента ты являешься добрым, честным и верным человеком — важно именно это, а не имя», — говорит Тессье, заканчивая цитатой из Библии: «Каковы мысли человека, таков и он». Выйдя от доктора, Давид направляется в бюро путешествий и покупает один билет на вечерний рейс до Сайгона. Тем же вечером дома, когда Люсьен видит в руках у Давида его иностранный паспорт, она заключает, что вопрос с Бразилией решён. Когда Люсьенн напоминает Давиду о сегодняшнем приёме у Деваля, он отвечает, что должен вернуться на работу, чтобы помочь коллеге, и отправляет Люсьенн на приём одну, смотря на неё так, как будто прощается навсегда.
После её ухода Давиду звонит Сарру, который находится вместе с Мишель в её квартире в клубе «Сирена». Он говорит, что следил за Давидом весь день и знает, что тот купил билет до Сайгона. Сарру снова угрожает Давиду и требует расплатиться сегодня же вечером в клубе. Тем временем на квартиру Мишель приходит женщина, принимавшая Давида в качестве матери Пеллетье. Выясняется, что она бывшая актриса и жена Де Люка, которая пришла получить с Сарру оплату за сыгранную ей роль. Вскоре после её ухода появляется Давид, который отказывается платить Сарру, говоря, что у него нет миллиона франков. В разговоре он упоминает, что работает в серьёзном государственном учреждении и несёт ответственность за большие суммы денег. Это наводит Сарру на мысль похитить с помощью Давида деньги из его сейфа в министерстве, обставив всё как обычное ограбление.
Тем временем на приёме у Деваля Люсьенн встречает коллегу мужа, с которым тот якобы должен был работать в министерстве. Поняв, что Давид сказал ей неправду, она немедленно уходит. Около клуба «Сирена» она видит, как Давид и Сарру садятся в автомобиль и просит таксиста следовать за ними.
Добравшись до министерства, Давид проходит в здание и незаметно отключает свет, после чего Сарру проскакивает мимо охранника. Вдвоём они поднимаются в кабинет Давида и открывают сейф. Сарру перекладывает деньги в свой портфель, после чего они идут по тёмному коридору к выходу, неожиданно сталкиваясь с Люсьенн, которая умоляет Давида остановиться и сообщить обо всём в полицию. Сарру говорит, что либо он уйдёт сейчас с деньгами, либо сам позвонит в полицию, после чего заставляет Люсьенн помочь ему привязать Давида к стулу, чтобы обеспечить ему алиби. В этот момент появляется полиция и арестовывает всех троих.
В полицейском участке, куда доставляют также и Мишель, Давид неожиданно сознаётся, что он — действительно Пеллетье, и в 1922 году участвовал вместе с Сарру как в ограблении банковского курьера, так и в его убийстве. Доктор Тессье утверждает, что Давид не может этого помнить, так как у него полная ретроградная амнезия, на что Давид отвечает, что он и не помнит, ему об этом рассказал его соучастник — Анри Сарру. После этого Давид уговаривает Сарру и Мишель вместе признаться во всех преступлениях. Давид говорит, что судя по медальону, он и она были больше чем друзья в то время, и после убийства именно она отвезла его на вокзал. Понимая, что такое признание повлечёт за собой обвинение в соучастии в убийстве, грозящее смертной казнью, Мишель вдруг заявляет, что никогда раньше не встречала Давида и впервые увидела его в зале суда. Она утверждает, что Давид — это не Жан Пеллетье, так как тот погиб при крушении поезда Марсель-Париж. Сразу после аварии Сарру и Ле Дюк ходили в больницу и видели Пеллетье среди погибших, там же они узнали, что один из выживших — мсье Тальбо — потерял память. Именно тогда Сарру всё спланировал и долго ждал того момента, когда можно будет начать шантаж Тальбо. Мишель говорит, что Сарру продумал всё до мельчайших деталей, даже сделал поддельную фотографию для медальона.
После того, как Сарру и Мишель арестовывают и уводят, Давид говорит, что уже некоторое время знал, что он — не Пеллетье. Давид рассказывает, что когда он посмотрел на свою фотографию в паспорте, он вдруг догадался, что волосы на его фото в медальоне зачёсаны так же, как он зачёсывает их сейчас. Между тем, после катастрофы, чтобы скрыть шрамы на голове, он стал зачёсывать волосы на другую сторону. Значит, фотография в медальоне была сделана не до, а после катастрофы. А затем Давид придумал, как устроить ловушку и заманить в неё Сарру — для этого он намекнул ему на счёт правительственных средств, которые хранятся в его сейфе. Коллега из министерства рассказывает, что Давид посвятил его в свой план и попросил связаться с полицией, а министр Деваль поздравил Давида с назначением на должность посла в Бразилии. Давид и Люсьен счастливо обнимают друг друга.

## В ролях
- Уильям Пауэлл — Давид Тальбо
- Хэди Ламарр — Люсьен Тальбо
- Клер Тревор — Мишель Аллен
- Бэзил Рэтбоун — Анри Сарру
- Маргарет Вичерли — мадам Пеллетье
- Феликс Брессар — доктор Андре Тессье
- Зиг Руман — доктор Алекс Дюброк
- Х.Б. Уорнер — прокурор
- Филип Мериваль — комиссар
- Владимир Соколофф — Карлос Ле Дюк

## Создатели фильма и исполнители главных ролей
Как пишет киновед Дэвид Стеррит, «Джон Х. Кафка, активный последователь Зигмунда Фрейда, впервые использовал идею об аристократе, страдающем потерей памяти, в своём романе, который был переработан во французскую мелодраму „Перекрёсток“ режиссёра Кёртиса Бернхардта в 1938 году». С начала 1940-х годов Кафка стал сотрудничать с голливудскими студиями, приняв участие в работе над сценариями более десяти фильмов, «некоторые из которых были произведены на „Метро-Голдвин-Майер“». Среди них приключенческая комедия «Они встретились в Бомбее» (1941), хоррор-детектив «Женщина, которая вернулась» (1945), приключенческая драма «Возвращение Монте-Кристо» (1946), комедийный вестерн «К Северу от Аляски» (1960) и шпионский экшн «Человек на верёвочке» (1960). Как отмечается на сайте Американского института киноискусства, «точно не известно, работал ли Кафка непосредственно над сценарием этого фильма или отмечен только как автор романа, положенного в его основу».
Роман Кафки и французская картина «Перекрёсток» также послужили основой для британского фильма «Ботинки мертвеца» (1940). Кроме того, роман Кафки рассматривался также как предшественник французской драмы «Возвращение Мартина Герра» (1982) с Жераром Депардьё, и «Соммерсби» (1993), французско-американского римейка этого фильма с Ричардом Гиром и Джоди Фостер.
Джек Конуэй в течение многих лет был штатным режиссёром «Метро-Голдвин-Майер», который, как считалось, во многом отказался от претензий на индивидуальность своего стиля ради потребностей студии. Он поставил более 100 фильмов, наиболее значимые среди которых романтические мелодрамы и комедии «Браун из Гарварда» (1926), «Фешенебельное общество» (1928), «Всего лишь жиголо» (1931), «Повесть о двух городах» (1935), «Оклеветанная» (1936 с Уильямом Пауэллом в главной роли), «Звезда родилась» (1937), «Шумный город» (1940, с Хэди Ламарр) и «Любовное безумие» (1941, с Пауэллом).
Уильям Пауэлл также известен, главным образом, по романтическим комедиям 1930-х годов, таким как «Путешествие в одну сторону» (1932), «Мой слуга Годфри» (1936), «Оклеветанная» (1936) и «Я люблю тебя снова» (1940), а также по криминальным комедиям «Кража драгоценностей» (1932), «Тонкий человек» (1934), «За тонким человеком» (1936) и «Другой тонкий человек» (1939).
Хэди Ламарр начинала карьеру в Австрии, а в конце 1930-х годов перебралась в Голливуд, где сыграла более чем в 30 фильмах, среди них криминальная мелодрама «Алжир» (1938), романтические комедии «Живи со мной» (1941) и «Квартал Тортилья-Флэт» (1942), исторические нуаровые триллеры «Рискованный эксперимент» (1944) и «Странная женщина» (1946). После этого фильма Ламарр и Пауэлл сыграли вместе ещё однажды — в романтической комедии «Райское тело» (1944).

## Оценка фильма критикой

### Общая оценка фильма
После выхода фильма на экраны журнал «Variety» дал ему очень высокую оценку, назвав «первоклассным детективом с превосходным актёрским составом», а также «хорошей, эскапистской драмой, без какого-либо намёка на войну, если не считать того, что события происходят в Париже в районе 1935 года». По мнению журнала, «хороший сценарий» фильма опирается на «новаторскую историю, которая сделала бы честь триллерам Альфреда Хичкока», и «усилен мощью Хэди Ламарр и Уильяма Пауэлла». Помимо «отличного подбора актёров», журнал выделяет и «хорошую режиссёрскую работу», отметив, что «более высокий темп вообще поставил бы фильм на сокрушительный уровень». «Единственный недостаток картины», по мнению журнала, «это заметная медлительность и изобилие разговоров».
Современный историк кино Дэвид Стеррит оценил картину как «недооценённую и захватывающую разработку идей, которые не всегда достоверны, но картина поставлена и сыграна с бесспорным изяществом». Критик отмечает, что «фильм имеет немало неожиданных сюжетных поворотов» и «потрясающее развитие детективного сюжета, в котором идея о неправильной идентификации личности доходит до такой крайности, что герой начинает думать, что он не тот, кем является на самом деле, и это едва не приводит к грустным результатам». Неоднозначность относительно личности героя «делает историю весьма интригующей, и она остаётся таковой» почти до самого финала, когда через серию неожиданных поворотов, некоторые из которых вполне убедительны, наконец, всё становится на свои места".
Журнал «TimeOut» оценил фильм как версию французского психологического триллера «Перекрёсток» (1938), которая облечена, «чтобы Пауэлл соответствовал своему образу из „Тонкого человека“». По мнению журнала, фильм «смотрится как типичный кондитерский продукт „Метро-Голдвин-Майер“, но за актёрами наблюдать очень увлекательно». Киновед Деннис Шварц назвал картину «слабым голливудским римейком французского психологического триллера „Перекрёсток“ (1938) об амнезии и шантаже, поданным в слишком лёгкой манере для напряжённой истории такого типа, чтобы быть достаточно весомой». Шварц подчёркивает, что фильм «основан на оригинальной истории Джона Кафки и Говарда Эмметта Роджерса, а сценарий написан Ги Троспером с определённой самоуспокоенностью, что добро сильнее зла». Актёры, по мнению Шварца, «делают всё, что могут, но в сюжете так много дыр, что даже слепой может увидеть сквозь них, и понять, что фильм недостоверен». Далее он отмечает «техническое мастерство режиссёра Конуэя», который «выпускает этот глянцевый, украшенный звёздами фильм студии „Метро-Голдвин-Майер“». Однако фильм «разочаровывает своей неубедительной историей», в том числе и тем, что ставит 50-летнего Уильяма Пауэлла в качестве мужа 29-летней Хэди Ламарр, и просит нас принять это, не моргнув глазом".
А Крейг Батлер замечает, что «хотя из фильма получился всего лишь средний триллер, его стоит посмотреть поклонникам менее известных фильмов в духе Хитчкока. У фильма отличный сюжет, увлекательно запутанный, который заставляет зрителя постоянно гадать, виновен или не виновен главный герой. Но, к сожалению, большинство интриг содержит довольно-таки невероятные моменты». Батлер полагает, что «при правильной работе эти невероятные моменты могли бы стать и преимуществом, но сценарист Ги Тропер относится к этим ключевым моментам кое-как. Его сценарий слишком явный и очевидный, ему не хватает тонкости и изящества, которые необходимы, чтобы сгладить шероховатости. Кроме того, диалог слишком уж приглажен». И хотя как постановщик Джек Конуэй делает всё, что нужно, это не может исправить недостатки сценария.

### Оценка актёрской игры
Крейг Батлер отмечает, что «к счастью, фильм имеет звёздный актёрский состав, благодаря которому зритель не спотыкается о сценарные недоработки. Хотя Уильям Пауэлл и не вполне достоверен в роли французского дипломата, в остальном он безошибочен в главной роли, удерживая зрительскую симпатию на протяжении всего фильма. Хэди Ламарр потрясающа внешне, и играет на самом деле довольно хорошо. Клер Тревор доставляет наслаждение в качестве женщины, добавляющей дёгтя в бочку мёда, но шоу остаётся за Бэзилом Рэтбоуном в роли коварного и двуличного Сарру». В отношении Рэтбоуна Стеррит заметил, что «в его в исполнении даже Шерлок Холмс порой выглядит жутковато».
Стеррит считает, что «Уильям Пауэлл играет со своим обычным невозмутимым очарованием» и «идеален в роли Давида-Жана, передавая замешательство своего персонажа, но при этом не жертвуя своим сдержанным достоинством, которое было его фирменным стилем в более лёгких ролях, благодаря которым он был знаменит на этом этапе своей карьеры». Что касается Ламарр, то она «также заслужила высокие оценки критиков за живой и убедительный образ находчивой жены дипломата», и эта похвала была как нельзя кстати, «так как согласно эксперту по Пауэллу Лоуренсу Дж. Куирку, она была в то время „печально известна как слабая актриса, отягощённая австрийским акцентом“. Однако в этой роли, несмотря на свой обычно „зажатый, довольно деревянный“ вид, она стала „оживлённой и блистательной“, когда ей передались самообладание и изящество Пауэлла». Стеррит считает, что «Клер Тревор делает всё возможное в своей роли второго плана в качестве таинственной Мишель, и кроме того исполняет в ночном клубе песню „`Til You Return“. Говорят, что студия „Метро-Голдвин-Майер“ предложила эту роль Марлен Дитрих, которая отмела идею играть вторую скрипку при Ламарр, проворчав: „Я не делюсь своим блеском ни с кем!“».